# Mũi đất Dungeness

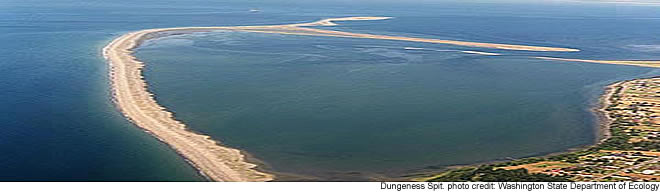
Nhìn từ trên không Dungeness. Dải cát chia tách thành hai nhánh ở gần cuối.

Dungeness là mũi đất có chiều dài 5,5 dặm (8,9 km) và là dải cát dài nhô ra từ rìa phía bắc của bán đảo Olympic ở phía đông bắc Quận Clallam, Washington, Hoa Kỳ vào eo biển Juan de Fuca. Vùng nước bao quanh được gọi là vịnh Dungeness. Dungeness nằm hoàn toàn trong Khu bảo tồn động vật hoang dã Dungeness với hơn 250 loài chim và 41 loài động vật có vú. Trên mũi đất còn có ngọn hải đăng Dungeness. Mũi đất Dungeness chính là dải cát tự nhiên dài nhất ở Hoa Kỳ. Diện tích đất của nó theo Cục Thống kê Dân số Hoa Kỳ, là 1.271.454 mét vuông (0,4909 mi, hay 314,18 ha). Ngọn hải đăng được điều hành bởi Cảnh sát biển Hoa Kỳ, nhưng kể từ khi ánh sáng được cài đặt tự động, nó được điều hành bởi "Tổ chức mới của Ngọn hải đăng Dungeness". Mũi đất mở cửa cho công chúng tham quan quanh năm.